# Istiblennius edentulus
Istiblennius edentulus és una espècie de peix de la família dels blènnids i de l'ordre dels perciformes.

## Morfologia
- Els mascles poden assolir 16 cm de longitud total.[1][2]

## Reproducció
És ovípar.

## Hàbitat
És un peix de clima tropical i associat als esculls de corall que viu entre 0-5 m de fondària.

## Distribució geogràfica
Es troba des del Mar Roig fins a l'Àfrica oriental, les Illes de la Línia, les Illes Marqueses, les Tuamotu i el sud del Japó.